# Беляковский сельский совет (Семёновский район)
Беляковский сельский совет (укр. Біляківська сільська рада) — входит в состав
Семёновского района
Полтавской области
Украины.
Административный центр сельского совета находится в 
с. Беляки.

## Населённые пункты совета
- с. Беляки
- с. Грицаи
- с. Подол